# 克里斯汀·朗恩费尔德

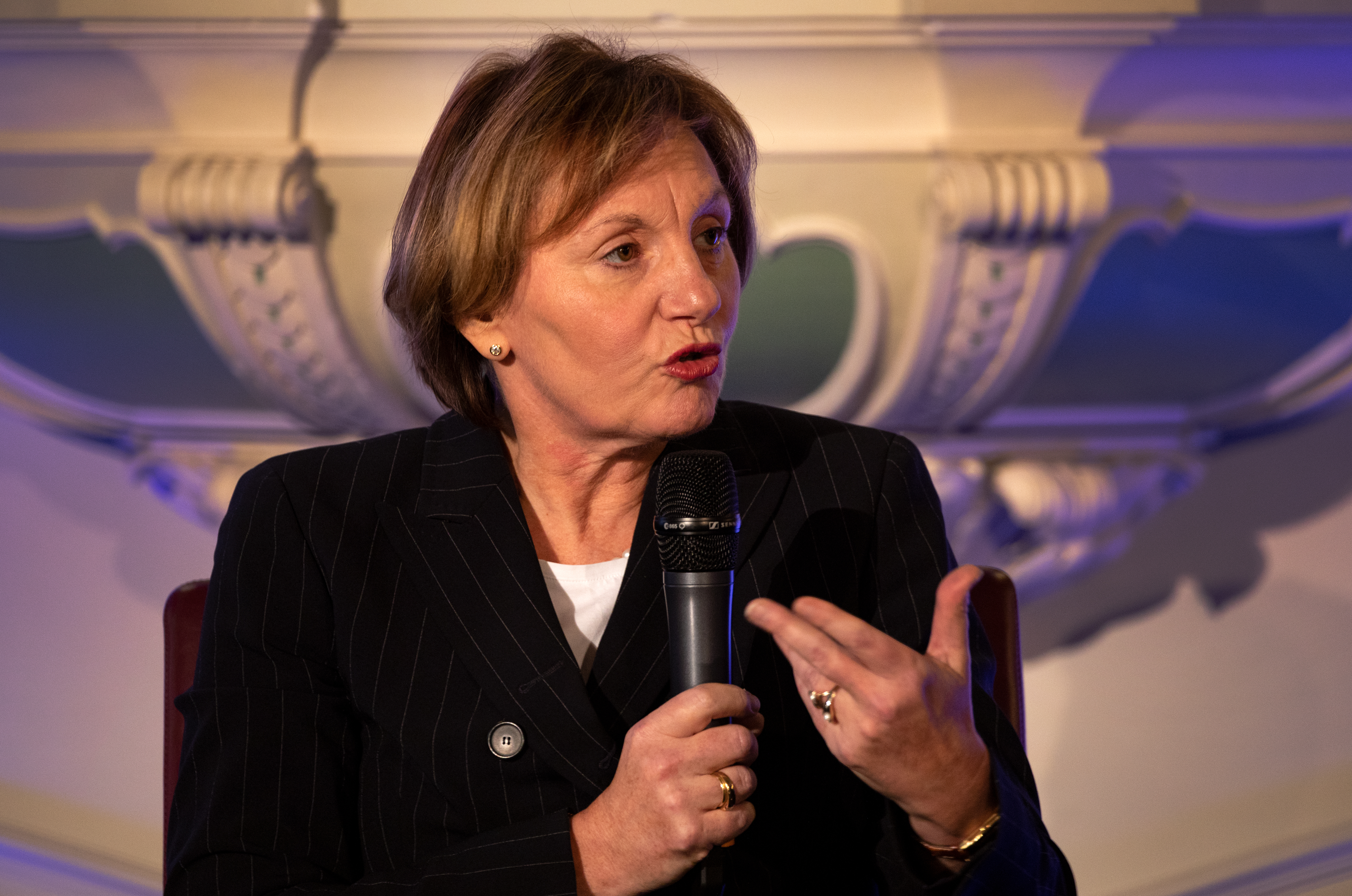
克里斯汀·朗恩费尔德, 2019

克里斯汀·朗恩费尔德 (Christine Longenfeld，1962年8月16日—)，生于卢森堡，是德国法学家。哥廷根大学法学教授。2016年7月被德国联邦参议院选举为德国联邦宪法法院第二审判庭大法官。